# Wulf Kirschner

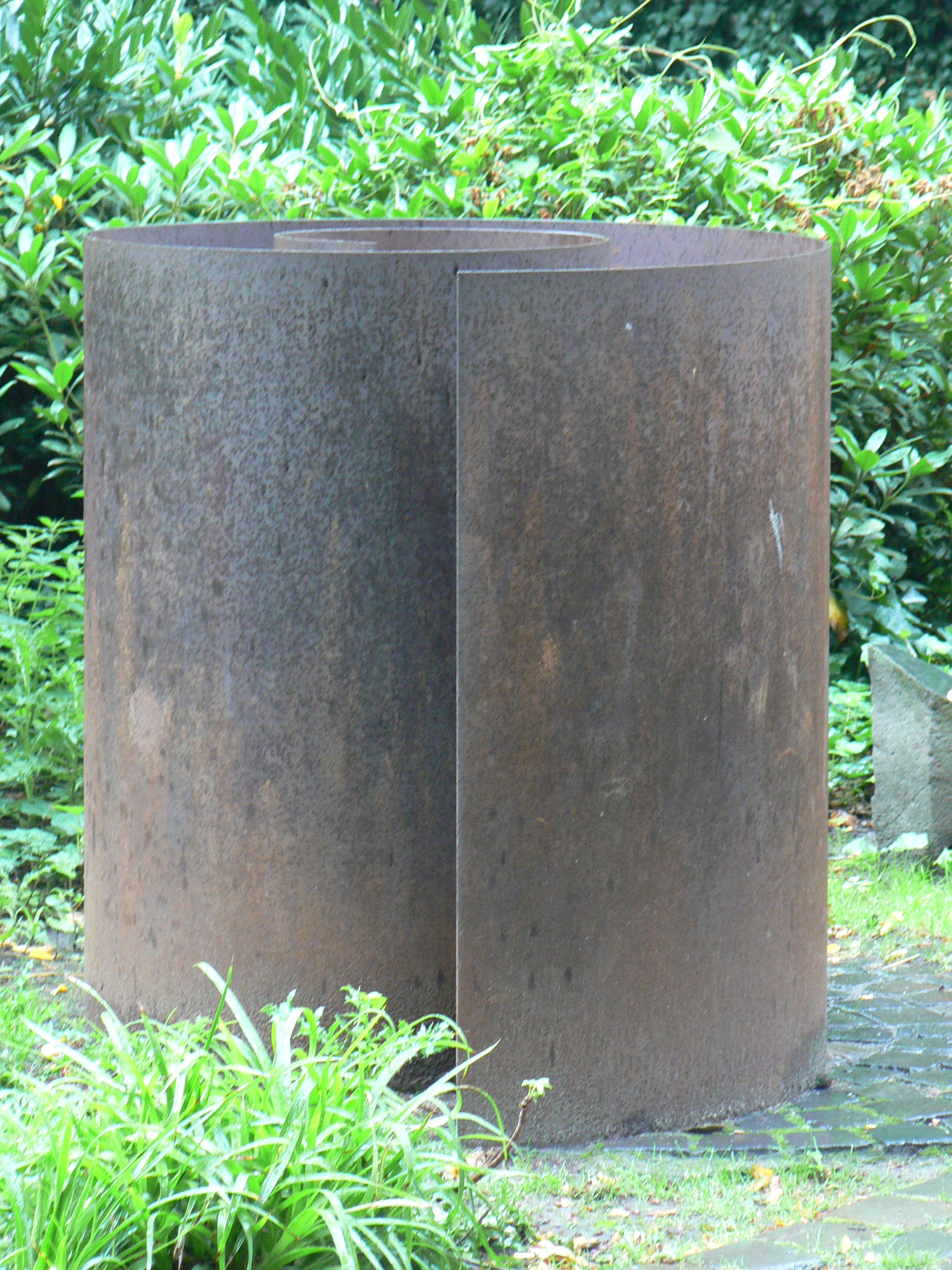
Skulptur Spirale (1980). Städtisches Museum Gelsenkirchen-Buer

Wulf Kirschner (* 26. September 1947 in Kiel) ist ein deutscher Maler und Bildhauer.

## Leben
Von 1970 bis 1976 absolvierte Kirschner ein Studium der Malerei und Grafik an der Hochschule für bildende Künste in Hamburg und ein Studium der Philosophie an der Universität Hamburg (Master of Arts). Anschließend folgte eine zweijährige Ausbildung von 1976 bis 1978 zusätzlich zu einem Studium der Bildhauerei an der Hochschule für bildende Künste ebenda. 	
1980 erhielt der Künstler ein Arbeitsstipendium im Künstlerbahnhof Ebernburg. Zwei Jahre später organisierte er nach eigener Idee das „Erste Symposion Nordseeküste - Künstler vor dem Deich“, was er 1984 unter dem Symposiumsthema Wetter wiederholte.  Ebenfalls 1984 erhielt er das Barkenhoff-Stipendium von Worpswede und eine Förderung durch die Stiftung Kunstfonds in Bonn.
Nach dem Niedersächsischen Kunstpreis (1991) war er ab 1996 mit der Idee und Realisation The Great Wall - The Endless Line, ein Kunstprojekt für die Große Mauer in China beschäftigt. Zahlreiche Ausstellungen im In- und Ausland. Er lebt und arbeitet in Frankfurt und Hamburg.

## Preise und Auszeichnungen
- 1981 Kunstförderpreis der Stadt Buxtehude
- 1984 Barkenhoff-Stipendium, Worpswede
- 1984 Förderung der Stiftung Kunstfonds, Bonn
- 1991 Niedersächsischer Kunstpreis
- 2008 Artist in residence, Queens, New York
- 2018 1. Preis, Skulpturen im Park, Mörfelden-Walldorf

## Ausstellungen (Auswahl)
- 2006 Herne: Emschertal-Museum und Flottmann-Hallen

Hamburg: City Nord Skulpturenpark
Oerlinghausen: Kunstverein
Hamburg, Thomas Levy Gallery
Washington D. C., Goethe-Institut (with Nicola Staeglich)
- 2007 Was ist aus ihnen geworden? - Buxtehude-Museum, Buxtehude

Lichtbogen / Arc d'Light - Salena Gallery - Brooklyn Campus, Brooklyn, NY
Active Constellation - The Brno House of Art - Central Building, Brno
- 2008 Call it what you like - Collection Rik Reinking - Kunst Centret Silkeborg Bad, Silkeborg

Fine Works on Paper, Sebastian Fath Contemporary, Mannheim
Spuren - Elemente, Stadtgalerie im Elbeforum Brunsbüttel, Brunsbüttel
Stahl:Zeit, Kreismuseum Peine, Peine
- 2011 Frankfurt, ARTE GIANI

Hamburg, LEVY Gallery (catalogue)
- 2013 Frankfurt, ARTE GIANI

- 2014 Bern, Zone contemporaine (mit Magda Krawcewicz)

Hamburg, Galerie Peter Borchardt (mit Magda Krawcewicz)
- 2020 Himmel und Erde. Botanischer Garten Jena[1]